# Zuljan
Zuljan je priimek v Sloveniji.
- Bor Zuljan (*1969), pop-rock kitarist
- Bor Zuljan ml. (*199?), kitarist in lutnjist, izvajalec srednjeveške glasbe
- Boris Zuljan (*1944), slovenski slikar, grafik in restavrator
- Danila Zuljan Kumar (*1968), slovenska jezikoslovka, dialektologinja
- Milena Valenčič Zuljan, pedagoginja, didaktičarka, univ. prof.
- Nina Zuljan (*1971), slikarka